# Världsmästerskapen i hastighetsåkning på skridskor 1890
Världsmästerskapen i hastighetsåkning på skridskor 1890 arrangerades på Museumplein i Amsterdam den 3–4 januari 1890. Tävlingen lockade femton tävlande från fem länder.

## Resultat

### ½ mile
1. Klaas Pander  Nederländerna – 1.24,4
2. Adolf Norseng  Norge  – 1.24,6
3. Aleksandr Pansjin  Ryssland – 1.26,0

### 1 mile
1. Klaas Pander  Nederländerna – 3.06,0
2. Adolf Norseng  Norge  – 3.07,0
3. George Jurrjens  Nederländerna – 3.15,0

### 2 miles
1. Adolf Norseng  Norge  – 6.25,0
2. Klaas Pander  Nederländerna – 6.33,4
3. George Jurrjens  Nederländerna – 6.53,0

### 5 miles
1. Adolf Norseng  Norge  – 16.48,4
2. George Jurrjens  Nederländerna – 18.33,4
3. Fritz Ahrendt  Tyska riket – 19.38,4

### Sammanlagt
1. Adolf Norseng  Norge
2. George Jurrjens  Nederländerna
3. Fritz Ahrendt  Tyska riket

- - För att få titeln världsmästare krävdes enligt då gällande regler att man vunnit minst tre distanser.

### Fotnoter
1. ↑  ”World Championship Allround” (på engelska). Speedskatingstats. http://www.speedskatingstats.com/index.php?file=championships&g=m&type=wchall&year=1889. Läst 28 juli 2017.